# سورة الواقعة
سورة الواقعة هي سورة مكية، من المفصل، آياتها 96، وترتيبها في المصحف 56، في الجزء السابع والعشرين، بدأت بأسلوب شرط: ﴿إِذَا وَقَعَتِ الْوَاقِعَةُ ۝١﴾ [الواقعة:1]، نزلت بعد سورة طه. لم يذكر في السورة لفظ الجلالة، والواقعة اسم من أسماء يوم القيامة في الإسلام. تعالج قضية النشأة الآخرة، رداً على قول الشاكين فيها: ﴿وَكَانُوا يَقُولُونَ أَئِذَا مِتْنَا وَكُنَّا تُرَابًا وَعِظَامًا أَئِنَّا لَمَبْعُوثُونَ ۝٤٧ أَوَآبَاؤُنَا الْأَوَّلُونَ ۝٤٨﴾ [الواقعة:47–48].

## من تفسيرفي ظلال القرآن
- تبدأ السورة بوصف القيامة، وصفتها هي الواقعة، ﴿إِذَا وَقَعَتِ الْوَاقِعَةُ ۝١ لَيْسَ لِوَقْعَتِهَا كَاذِبَةٌ ۝٢﴾ [الواقعة:1–2] وتذكر من أحداث هذا اليوم ما يميزه عن كل يوم، حيث تتبدل أقدار الناس، في ظل الهول الذي يبدل الأرض غير الأرض كما يبدل القيم غير القيم سواء: ﴿إِذَا رُجَّتِ الْأَرْضُ رَجًّا ۝٤ وَبُسَّتِ الْجِبَالُ بَسًّا ۝٥ فَكَانَتْ هَبَاءً مُنْبَثًّا ۝٦ وَكُنْتُمْ أَزْوَاجًا ثَلَاثَةً ۝٧﴾ [الواقعة:4–7] ثم تفصل السورة مصائر هذه الأزواج الثلاثة: السابقين وأصحاب الميمنة وأصحاب المشئمة. وتصف ما يلقون من نعيم وعذاب وصفاً مفصلاً، يوقع في الحس أن هذا أمر كائن واقع، وهذه أدق تفصيلاته معروضة للعيان، حتى يرى المكذبين رأى العين مصيرهم ومصير المؤمنين وحتى يقال عنهم هنالك بعد وصف العذاب الأليم الذي هم فيه: ﴿إِنَّهُمْ كَانُوا قَبْلَ ذَلِكَ مُتْرَفِينَ ۝٤٥ وَكَانُوا يُصِرُّونَ عَلَى الْحِنْثِ الْعَظِيمِ ۝٤٦ وَكَانُوا يَقُولُونَ أَئِذَا مِتْنَا وَكُنَّا تُرَابًا وَعِظَامًا أَئِنَّا لَمَبْعُوثُونَ ۝٤٧ أَوَآبَاؤُنَا الْأَوَّلُونَ ۝٤٨﴾ [الواقعة:45–48].
- يبدأ شوط جديد يعالج العقيدة كلها، متوخياً قضية البعث التي هي موضوع السورة الأول، بلمسات مؤثرة، يأخذ مادتها وموضوعها مما يقع تحت حس البشر، في حدود المشاهدات التي لا تخلو منها تجربة إنسان، أياً كانت بيئته، ودرجة معرفته وتجربته.
- يعرض نشأتهم الأولى من مني يمني. ويعرض موتهم ونشأة آخرين مثلهم من بعدهم في مجال التدليل على النشأة الأخرى، التي لا تخرج في طبيعتها ويسرها عن النشأة الأولى، التي يعرفونها جميعاً.
- يعرض صورة الحرث والزرع، وهو إنشاء للحياة في صورة من صورها. إنشاؤها بيد الله وقدرته. ولو شاء الله لم تنشأ، ولو شاء لم تؤت ثمارها.
- يعرض صورة الماء العذب الذي تنشأ به الحياة كلها. وهو معلق بقدرة الله ينزله من السحائب. ولو شاء جعله ملحاً أجاجاً، لا ينبت حياة، ولا يصلح لحياة.
- صورة النار التي يوقدون، وأصلها الذي تنشأ منه الشجر وعند ذكر النار يلمس وجدانهم منذراً ويذكرهم بنار الآخرة الي يشكون فيها.

كذلك يتناول هذا الشوط قضية القرآن الذي يحدثهم عن (الواقعة) فيشكون في وعيده، فيلوح بالقسم بمواقع النجوم، ويعظم من أمر هذا القسم لتوكيد أن هذا الكتاب هو قرآن كريم ﴿فِي كِتَابٍ مَكْنُونٍ ۝٧٨ لَا يَمَسُّهُ إِلَّا الْمُطَهَّرُونَ ۝٧٩﴾، وأنه ﴿تَنْزِيلٌ مِنْ رَبِّ الْعَالَمِينَ ۝٨٠﴾ [الواقعة:80].
ثم يواجههم في النهاية بمشهد الاحتضار. في لمسة عميقة مؤثرة. حين تبلغ الحلقوم، ويقف صاحبها على حافة العالم الآخر، ويقف الجميع مكتوفي الأيدي عاجزين، لا يملكون له شيئاً، ولا يدرون ما يجري حوله، ولا ما يجري في كيانه. ويخلص أمره كله لله، قبل أن يفارق هذه الحياة. ويرى هو طريقه المقبل، حين لا يملك أن يقول شيئاً عما يرى ولا أن يشير.
ثم تختم السورة بتوكيد الخبر الصادق، وتسبيح الله الخالق: ﴿إِنَّ هَذَا لَهُوَ حَقُّ الْيَقِينِ ۝٩٥ فَسَبِّحْ بِاسْمِ رَبِّكَ الْعَظِيمِ ۝٩٦﴾ [الواقعة:95–96] فيلتئم المطلع والختام أكمل التئام.

## نزولها و ترتيبها
وهي مكيةٌ بإجماع، وقِيلَ إنَّ فيها آياتٍ مدنية، أو مما نزلَ في السفرِ، وهذا كله غير ثابت. وَهِيَ السُّورَةُ السَّادِسَةُ وَالْأَرْبَعُونَ فِي تَرْتِيبِ نُزُولِ السُّوَرِ عِنْدَ جَابِرِ بْنِ زَيْدٍ، نَزَلَتْ بَعْدَ سُورَةِ طه وَقَبْلَ سُورَةِ الشُّعَرَاءِ.

## مناسبة السورة لما قبلها وبعدها
* مناسبتها لما قبلها:
جاءت سُورة الواقعة بعد سورة الرحمن، و في كل منهما :
1. وصف القيامة والجنة والنار.[5]
2. ذُكِرَ في سُورة الرحمن عذاب المجرمين ونعيم المتقين، وفاضل بين جنتي بعض المؤمنين وجنتي بعض آخر منهم، وبيّنَ في سُورة الواقعة انقسام المكلفين إذ ذاك إلى أصحاب ميمنة وأصحاب مشأمة وسابقين.
3. أنه ذكر في سورة الرحمن انشقاق السماء، وذكر هنا رجّ الأرض، فكأنّ السورتين لتلازمهما واتحادهما موضوعا سورة واحدة.[6]

* مناسبتها لما بعدها:
جاءت سورة الحديد بعد سورة الواقعة ، و وجه اتصالها بالواقعة: أنها بدأت بذكر التسبيح، وتلك خُتمت بالأمر به، فختمت سُورة الواقعة بقوله تعالى: {فَسَبِّحْ بِاسْمِ رَبِّكَ الْعَظِيم} ، وابتدأت سورة الحديد بقوله تعالى:{سَبَّحَ لِلَّهِ مَا فِي السَّمَاوَاتِ وَالْأَرْضِ}.

## فضل السورة
- كان رسولُ اللهِ ﷺ يصلِّي الصلواتِ كنحوٍ من صلاتِكم التي تصلُّونَ اليومَ ولكنه كان يخفِّفُ، كانت صلاتهُ أخفُّ من صلاتِكم، وكان يقرأُ في الفجر الواقعةَ ونحوَها من السُّوَرِ.[8]
- عن عائشة أنها قالت للنساء: «لا تعجز إحداكن أن تقرأ سورة الواقعة».[9]
- روي عن مسروق بن الأجدع أنه قال: من سره أن يَعْلَمَ علم الأولين والآخرين وعلم الدنيا والآخرة فليقرأ سورة الواقعة.[10][11]

- روى الترمذي عن عكرمة البربري عن عبد الله بن عباس: «قالَ أبو بَكْرٍ : يا رسولَ اللَّهِ قد شِبتَ، قالَ: شيَّبتني هودٌ، والواقعةُ، والمرسلاتُ، و﴿عَمَّ يَتَسَاءَلُونَ ۝١﴾ [النبأ:1]، و﴿إِذَا الشَّمْسُ كُوِّرَتْ ۝١﴾ [التكوير:1]».[12][13]

## أسباب النزول
1. أسباب النزول للآيات (13-14 و39-40) قوله تعالى: ﴿ثُلَّةٌ مِنَ الْأَوَّلِينَ ۝١٣﴾ [الواقعة:13] عن أبي هريرة قال: «لما نزلت ﴿ثُلَّةٌ مِنَ الْأَوَّلِينَ ۝١٣ وَقَلِيلٌ مِنَ الْآخِرِينَ ۝١٤﴾ [الواقعة:13–14] شق على أصحاب رسول الله ﷺ فنزلت ﴿ثُلَّةٌ مِنَ الْأَوَّلِينَ ۝٣٩ وَثُلَّةٌ مِنَ الْآخِرِينَ ۝٤٠﴾ [الواقعة:39–40] فقال النبي: إني لأرجو أن تكونوا ربع أهل الجنة، ثلث أهل الجنة، بل أنتم نصف أهل الجنة أو شطر أهل الجنة، وتقاسمونهم النصف الثاني». أخرجه أحمد وابن أبي حاتم.
2. أسباب نزول الآية (82): عن ابن عباس قال: «مطر الناس على عهد رسول الله، فقال النبي ﷺ: أصبح من الناس شاكر ومنهم كافر، قالوا: هذه رحمة وضعها الله تعالى، وقال بعضهم: لقد صدق نوء كذا كذا. فنزلت هذه الآيات». أخرجه مسلم وابن المنذر.[14]

## وصلات خارجية
- سورة الواقعة: تجويد-تفسير - موقع Altafsir.com